# Лагарфльоутский змей
Лагарфльоутский змей (исл. Lagarfljótsormur, Lagarfljotsormurinn, Lagarfljót worm) — исландский озёрный криптид. Он, предположительно, обитает в пресном озере Лагарфльоут около городка Эгильсстадир. Это озеро расположено ниже уровня моря и питается ледником. Вода озера сильно заилена, из-за этого поиски существа (если оно существует) затруднены. Свидетельства о наблюдении за змеем имеются с 1345 года. Существует множество рассказов про киньяскепнур (исл. kynjaskepnur), странном животном или неизвестном явлении в Лагарфльоут.

## Описание
Размеры змееподобного существа, предположительно, составляют в длину примерно 90 метров. Его наблюдали извивающимся у берега. Согласно сообщениям очевидцев, оно было замечено как в воде, так и на суше: считается, что оно может ползать по земле.

## Мифы
В одном из рассказов, касающихся Лагарфльоутского змея, считается, что он живёт в реке и появляется очень редко. Легенда о змее впервые упоминается в исландских хрониках в 1345 году. Когда люди видели, что из воды выходит горб, считалось, что это является важным предзнаменованием. Однако первое задокументированное появление змея было лишь в 1975 году.
В феврале 2012 года 67-му фермеру удалось отчётливо заснять на видео змея, плывущего в озере. По этому поводу была созвана комиссия, расследование которой показало, что видео не является поддельным. В Исландии считается что Лагарфльоутский змей сын Ёрмунганда.

## Возможные объяснения
Причиной возникновения рассказов про змея могли служить газы, выходящие на поверхность: недавно подобные выходы газов были обнаружены на озере в двух местах. Кроме того, высказывались предположения, что это может быть плащеносная акула, сельдяной король или просто рыболовная сеть.